# Степановська Дарія Володимирівна
Дарія Володимирівна Степановська (уроджена Голуб; нар. 8 жовтня 1986, Ваніно, Хабаровський край, РРФСР, СРСР) — українська волейболістка, гравець національної збірної з 2012 року. 6-разова чемпіонка України (2011, 2012, 2013, 2017, 2018, 2019). Володарка Кубка (2017, 2018, 2019) іСуперкубка (2016, 2017, 2018) України. Майстер спорту України (2011).

## Біографія
Почала займатися волейболом в Южному. Перший тренер — Євген Ніколаєв. Вюжненському «Хіміку» грає з 2001 року (з моменту заснування клубу) з перервами (2013/14 і 2014/15). Іменем Степановської (Голуб) названі символічні клуби гвардійців«Хіміка»..
У складі національної збірної дебютувала у вересні 2012 року в матчі відбіркового турніру чемпіонату Європи проти збірної Греції, ставши таким чином другою волейболісткою в історії «Хіміка» після Надії Кодоли, що взяла участь в офіційному матчі збірної країни.

## Досягнення

### У збірній
- Учасниця відбіркового турніру чемпіонату Європи 2013.

### У клубі
- Чвертьфіналістка Кубка виклику — 2013.
- 6-разова чемпіонка України — 2011, 2012, 2013, 2017, 2018, 2019.
- 3-разова володарка Кубка України — 2017, 2018, 2019.
  - 2-разова срібна призерка Кубка України — 2011, 2012.
  - Бронзова призерка Кубка України — 2013.
- 3-разова володарка Суперкубка України — 2016, 2017, 2018.
- Переможниця першості України серед команд вищої ліги — 2009.
- Переможниця першості України серед команд першої ліги — 2003, 2005.
  - Бронзова призерка першості України серед команд першої ліги — 2002.

## Статистика
Статистика виступів в єврокубках:
| Сезон   | Клуб           | Турнір         | Ігри | Сети | Очки | Ср.  | Примітки |
| ------- | -------------- | -------------- | ---- | ---- | ---- | ---- | -------- |
| 2010/11 | «Хімік» (Южне) | Кубок виклику  | 5    |      |      |      |          |
| 2011/12 | «Хімік» (Южне) | Кубок ЄКВ      | 2    |      |      |      |          |
|         | «Хімік» (Южне) | Кубок виклику  | 4    |      |      |      |          |
| 2012/13 | «Хімік» (Южне) | Кубок ЄКВ      |      |      |      |      |          |
|         | «Хімік» (Южне) | Кубок виклику  | 6    |      |      |      | [ 3 ]    |
| 2016/17 | «Хімік» (Южне) | Ліга чемпіонів | 1    |      | 0    | 0    | [ 4 ]    |
|         | «Хімік» (Южне) | Кубок ЄКВ      | 1    |      | 0    | 0    | [ 5 ]    |
| 2017/18 | «Хімік» (Южне) | Кубок ЄКВ      | 3    | 6    | 4    | 0,67 | [ 6 ]    |
| 2018/19 | «Хімік» (Южне) | Кубок ЄКВ      | 2    | 6    | 1    | 0,17 | [ 7 ]    |
| 2019/20 | «Хімік» (Южне) | Ліга чемпіонів | 10   | 36   | 53   | 1,47 | [ 8 ]    |
| 2020/21 | «Хімік» (Южне) | Ліга чемпіонів | 4    | 4    | 1    | 0,25 | [ 9 ]    |
|         | «Хімік» (Южне) | Кубок ЄКВ      | 2    | 5    | 2    | 0,4  | [ 10 ]   |